# ジョンザック
ジョンザック （フランス語:Jonzac、サントンジュ語:Jhonzat）は、フランス、ヌーヴェル＝アキテーヌ地域圏、シャラント＝マリティーム県のコミューン。

## 地理
ジョンザックは県最南部、オート＝サントンジュ地方に位置する。シャラント川の支流スーニュ川岸に面した、2つの丘の上にコミューンはつくられた。コミューンの97km北西には県都ラ・ロシェル、南西わずか70kmほどでジロンド県のボルドーがある。県の他の都市よりもはるか遠くにあり、人口4000人未満のコミューンでありながら、南サントンジュ地方の行政と非常に密接であるため郡庁所在地となった。

## 歴史
コミューン内では数多くの先史時代の遺跡が見つかっている。近年の発見では、シェ・ピノーでのムスティエ文化の遺構である。最古の住民たちは、スーニュ川の蛇行部分に隠れ住んでいた。大規模な発掘作業が現在も進行中である。
新たな水上レジャー施設の工事で、ガロ＝ローマ時代の遺構が見つかった。
ジョンザックの地は常に人がいたらしく、19世紀にはメロヴィング朝時代のサルコファガスが見つかっている。初めてジョンザック城について記述されたのは1059年である。1449年に記載されたのは、城が15世紀中に再建されたことである。百年戦争中に城は破壊されていた。
1570年代のジョンザックはユグノーが支配しており、市場やトウモロコシ売買で目覚しい経済成長を見せていた。1685年のナントの勅令廃止で、ジョンザック住民の多くがボルドーや西インド諸島へ逃れた。
1800年にジョンザックは郡庁所在地となり、コニャック貿易で町は繁栄した。19世紀後半、フィロキセラの流行でコニャック用のブドウ畑が荒廃したため、経済危機に見舞われた（19世紀フランスのフィロキセラ禍）。
第二次世界大戦中、大西洋岸有数の弾薬庫が、ウルトビスの石切り場にあった。1944年6月30日、レジスタンスが組織した破壊活動によって、弾薬庫は破壊された。

## 経済
ジョンザックには、200人以上を雇用する重要なタラ加工会社、ピノー・ド・シャラント（fr）のブランデーやヴァン・シャランテーズ（fr）の貿易を行う会社がある。

### スパ
1979年、初めて地熱掘削されて出た水に薬効成分があると認められた（リューマチ学、耳鼻咽喉、静脈学）。この水は超熱で、硫酸ナトリウム塩化物に微量の元素が混合したものだった。1986年、フランス厚生大臣は、このスパにおける社会保障の適用を承認した。
他にレザンティーユ・ド・ジョンザック（Les Antilles de Jonzac）という、カリブ海をイメージした余暇・フィットネス・センターがある。